# Concacaf Champions League 2008/2009
Concacaf Champions League 2008/2009 var den 1:a upplagan av Concacaf Champions League under sitt nya format, totalt 44:e upplagan av den största fotbollstävlingen för klubblag som Concacaf anordnar. Turneringen vanns av Atlante från Mexiko.

## Inledande omgång
| Inledande omgång – 16 deltagande klubblag | Inledande omgång – 16 deltagande klubblag | Inledande omgång – 16 deltagande klubblag | Inledande omgång – 16 deltagande klubblag | Inledande omgång – 16 deltagande klubblag |
| ----------------------------------------- | ----------------------------------------- | ----------------------------------------- | ----------------------------------------- | ----------------------------------------- |
| Lag 1                                     | Totalt                                    | Lag 2                                     | Möte 1                                    | Möte 2                                    |
| Jalapa                                    | 1–5                                       | San Francisco                             | 1–0                                       | 0–5                                       |
| Joe Public                                | 6–1                                       | New England Revolution                    | 2–1                                       | 4–0                                       |
| Alajuelense                               | 2–3                                       | Puerto Rico Islanders                     | 1–1                                       | 1–2                                       |
| Cruz Azul                                 | 12–00                                     | Hankook Verdes                            | 6–0                                       | 6–0                                       |
| Harbour View                              | 0–3                                       | UNAM                                      | [ a ]                                     | 0–3                                       |
| Tauro                                     | 3–1                                       | Chivas USA                                | 2–0                                       | 1–1                                       |
| Montreal Impact                           | 1–0                                       | Real Estelí                               | 1–0                                       | 0–0                                       |
| Isidro Metapán                            | 3–4                                       | Marathón                                  | 2–2                                       | 1–2                                       |

## Gruppspel

### Grupp A
| Nr | Lag       | S | V | O | F | GM | IM | MS | P  |
| -- | --------- | - | - | - | - | -- | -- | -- | -- |
| 1  | Marathón  | 6 | 4 | 1 | 1 | 12 | 5  | +7 | 13 |
| 2  | Cruz Azul | 6 | 3 | 1 | 2 | 8  | 4  | +4 | 10 |
| 3  | Saprissa  | 6 | 3 | 1 | 2 | 7  | 9  | −2 | 10 |
| 4  | DC United | 6 | 0 | 1 | 5 | 4  | 13 | −9 | 1  |

| Hemma \ Borta | Mexiko | USA | Honduras | Costa Rica |
| Cruz Azul     | —      | 2–0 | 1–1      | 4–0        |
| DC United     | 0–1    | —   | 2–4      | 0–2        |
| Marathón      | 2–0    | 2–0 | —        | 2–0        |
| Saprissa      | 1–0    | 2–2 | 2–1      | —          |

Inbördes möte
| Nr | Lag       | S | V | O | F | GM | IM | MS | P |
| -- | --------- | - | - | - | - | -- | -- | -- | - |
| 2  | Cruz Azul | 2 | 1 | 0 | 1 | 4  | 1  | +3 | 3 |
| 3  | Saprissa  | 2 | 1 | 0 | 1 | 1  | 4  | −3 | 3 |

### Grupp B
| Nr | Lag              | S | V | O | F | GM | IM | MS  | P  |
| -- | ---------------- | - | - | - | - | -- | -- | --- | -- |
| 1  | UNAM             | 6 | 3 | 3 | 0 | 18 | 7  | +11 | 12 |
| 2  | Houston Dynamo   | 6 | 2 | 3 | 1 | 9  | 9  | 0   | 9  |
| 3  | Luis Ángel Firpo | 6 | 2 | 2 | 2 | 6  | 8  | −2  | 8  |
| 4  | San Francisco    | 6 | 0 | 2 | 4 | 4  | 13 | −9  | 2  |

| Hemma \ Borta    | El Salvador | USA | Panama | Mexiko |
| Luis Ángel Firpo | —           | 1–1 | 1–0    | 1–1    |
| Houston Dynamo   | 1–0         | —   | 2–1    | 1–3    |
| San Francisco    | 2–3         | 0–0 | —      | 1–1    |
| UNAM             | 3–0         | 4–4 | 6–0    | —      |

### Grupp C
| Nr | Lag             | S | V | O | F | GM | IM | MS  | P  |
| -- | --------------- | - | - | - | - | -- | -- | --- | -- |
| 1  | Atlante         | 6 | 3 | 2 | 1 | 6  | 3  | +3  | 11 |
| 2  | Montreal Impact | 6 | 3 | 2 | 1 | 10 | 5  | +5  | 11 |
| 3  | Olimpia         | 6 | 2 | 2 | 2 | 10 | 6  | +4  | 8  |
| 4  | Joe Public      | 6 | 1 | 0 | 5 | 3  | 15 | −12 | 3  |

| Hemma \ Borta   | Mexiko | Trinidad och Tobago | Kanada | El Salvador |
| Atlante         | —      | 0–1                 | 2–1    | 1–0         |
| Joe Public      | 0–2    | —                   | 1–4    | 1–3         |
| Montreal Impact | 0–0    | 2–0                 | —      | 1–1         |
| Olimpia         | 1–1    | 4–0                 | 1–2    | —           |

Inbördes möte
| Nr | Lag             | S | V | O | F | GM | IM | MS | P |
| -- | --------------- | - | - | - | - | -- | -- | -- | - |
| 1  | Atlante         | 2 | 1 | 1 | 0 | 2  | 1  | +1 | 4 |
| 2  | Montreal Impact | 2 | 0 | 1 | 1 | 1  | 2  | −1 | 1 |

### Grupp D
| Nr | Lag                   | S | V | O | F | GM | IM | MS | P  |
| -- | --------------------- | - | - | - | - | -- | -- | -- | -- |
| 1  | Santos Laguna         | 6 | 3 | 1 | 2 | 14 | 11 | +3 | 10 |
| 2  | Puerto Rico Islanders | 6 | 2 | 2 | 2 | 9  | 10 | −1 | 8  |
| 3  | Tauro                 | 6 | 2 | 2 | 2 | 9  | 10 | −1 | 8  |
| 4  | Municipal             | 6 | 1 | 3 | 2 | 12 | 13 | −1 | 6  |

| Hemma \ Borta         | Guatemala | Puerto Rico | Mexiko | Panama |
| Municipal             | —         | 2–2         | 4–4    | 2–2    |
| Puerto Rico Islanders | 0–1       | —           | 3–1    | 2–1    |
| Santos Laguna         | 3–2       | 3–0         | —      | 3–0    |
| Tauro                 | 2–1       | 2–2         | 2–0    | —      |

Inbördes möte
| Nr | Lag                   | S | V | O | F | GM | IM | MS | P |
| -- | --------------------- | - | - | - | - | -- | -- | -- | - |
| 2  | Puerto Rico Islanders | 2 | 1 | 1 | 0 | 4  | 3  | +1 | 4 |
| 3  | Tauro                 | 2 | 0 | 1 | 1 | 3  | 4  | −1 | 1 |

## Slutspel

### Slutspelsträd
|  | Kvartsfinaler         | Kvartsfinaler    | Kvartsfinaler | Kvartsfinaler |                       |   | Semifinaler | Semifinaler | Semifinaler | Semifinaler |  |  | Final | Final | Final | Final |
|  |                       |                  |               |               |                       |   |             |             |             |             |  |  |       |       |       |       |
|  |                       |                  |               |               |                       |   |             |             |             |             |  |  |       |       |       |       |
|  |                       |                  |               |               |                       |   |             |             |             |             |  |  |       |       |       |       |
|  | Puerto Rico Islanders | 2                | 1             | 3             |                       |   |             |             |             |             |  |  |       |       |       |       |
|  | Puerto Rico Islanders | 2                | 1             | 3             |                       |   |             |             |             |             |  |  |       |       |       |       |
|  | Marathón              | 1                | 0             | 1             |                       |   |             |             |             |             |  |  |       |       |       |       |
|  | Marathón              | 1                | 0             | 1             | Puerto Rico Islanders | 2 | 1           | 3 (2)       |             |             |  |  |       |       |       |       |
|  |                       |                  |               |               | Puerto Rico Islanders | 2 | 1           | 3 (2)       |             |             |  |  |       |       |       |       |
|  |                       | Cruz Azul (str.) | 0             | 3             | 3 (3)                 |   |             |             |             |             |  |  |       |       |       |       |
|  | Cruz Azul             | Cruz Azul (str.) | 0             | 3             | 3 (3)                 | 1 | 1           | 2           |             |             |  |  |       |       |       |       |
|  | Cruz Azul             |                  |               |               |                       | 1 | 1           | 2           |             |             |  |  |       |       |       |       |
|  | UNAM                  | 1                | 0             | 1             |                       |   |             |             |             |             |  |  |       |       |       |       |
|  | UNAM                  | 1                | 0             | 1             | Cruz Azul             | 0 | 0           | 0           |             |             |  |  |       |       |       |       |
|  |                       |                  |               |               | Cruz Azul             | 0 | 0           | 0           |             |             |  |  |       |       |       |       |
|  |                       | Atlante          | 2             | 0             | 2                     |   |             |             |             |             |  |  |       |       |       |       |
|  | Montreal Impact       | Atlante          | 2             | 0             | 2                     | 2 | 2           | 4           |             |             |  |  |       |       |       |       |
|  | Montreal Impact       |                  |               |               |                       | 2 | 2           | 4           |             |             |  |  |       |       |       |       |
|  | Santos Laguna         | 0                | 5             | 5             |                       |   |             |             |             |             |  |  |       |       |       |       |
|  | Santos Laguna         | 0                | 5             | 5             | Santos Laguna         | 2 | 1           | 3           |             |             |  |  |       |       |       |       |
|  |                       |                  |               |               | Santos Laguna         | 2 | 1           | 3           |             |             |  |  |       |       |       |       |
|  |                       | Atlante          | 1             | 3             | 4                     |   |             |             |             |             |  |  |       |       |       |       |
|  | Houston Dynamo        | Atlante          | 1             | 3             | 4                     | 1 | 0           | 1           |             |             |  |  |       |       |       |       |
|  | Houston Dynamo        |                  |               |               |                       | 1 | 0           | 1           |             |             |  |  |       |       |       |       |
|  | Atlante               | 1                | 3             | 4             |                       |   |             |             |             |             |  |  |       |       |       |       |
|  | Atlante               | 1                | 3             | 4             |                       |   |             |             |             |             |  |  |       |       |       |       |

### Kvartsfinaler
| Kvartsfinaler – 8 deltagande klubblag | Kvartsfinaler – 8 deltagande klubblag | Kvartsfinaler – 8 deltagande klubblag | Kvartsfinaler – 8 deltagande klubblag | Kvartsfinaler – 8 deltagande klubblag |
| ------------------------------------- | ------------------------------------- | ------------------------------------- | ------------------------------------- | ------------------------------------- |
| Lag 1                                 | Totalt                                | Lag 2                                 | Möte 1                                | Möte 2                                |
| Houston Dynamo                        | 1–4                                   | Atlante                               | 1–1                                   | 0–3                                   |
| Montreal Impact                       | 4–5                                   | Santos Laguna                         | 2–0                                   | 2–5                                   |
| Puerto Rico Islanders                 | 3–1                                   | Marathón                              | 2–1                                   | 1–0                                   |
| Cruz Azul                             | 2–0                                   | Universidad Nacional                  | 1–0                                   | 1–0                                   |

### Semifinaler
| Semifinaler – 4 deltagande klubblag | Semifinaler – 4 deltagande klubblag | Semifinaler – 4 deltagande klubblag | Semifinaler – 4 deltagande klubblag | Semifinaler – 4 deltagande klubblag |
| ----------------------------------- | ----------------------------------- | ----------------------------------- | ----------------------------------- | ----------------------------------- |
| Lag 1                               | Totalt                              | Lag 2                               | Möte 1                              | Möte 2                              |
| Puerto Rico Islanders               | 3–3 (2–4 str.)                      | Cruz Azul                           | 2–0                                 | 1–3 (e.f.)                          |
| Santos Laguna                       | 3–4                                 | Atlante                             | 2–1                                 | 1–3                                 |

### Final
| Final – 2 deltagande klubblag | Final – 2 deltagande klubblag | Final – 2 deltagande klubblag | Final – 2 deltagande klubblag | Final – 2 deltagande klubblag |
| ----------------------------- | ----------------------------- | ----------------------------- | ----------------------------- | ----------------------------- |
| Lag 1                         | Totalt                        | Lag 2                         | Möte 1                        | Möte 2                        |
| Cruz Azul                     | 0–2                           | Atlante                       | 0–2                           | 0–0                           |

## Anmärkningslista
1. ↑  På grund av Orkanen Gustav spelades mötet som enkelmöte.